# Saint-Junien
Saint-Junien este o comună în departamentul Haute-Vienne din centrul Franței. În 2009 avea o populație de 11.531 de locuitori.

## Evoluția populației
| An        | 1975   | 1982   | 1990   | 1999   | 2006   | 2009   |
| --------- | ------ | ------ | ------ | ------ | ------ | ------ |
| Populație | 11.271 | 10.805 | 10.604 | 10.666 | 11.605 | 11.531 |